# Naravni park Papuk
Naravni park Papuk leži v hribovitem gozdnem predelu Papuka, za naravni park pa je bil razglašen 23. aprila 1999.
Leta 2007 je Papuk zaradi svoje dragocene geološke dediščine postal del evropskega in svetovnega združenja geoparkov in postal prvi geopark na Hrvaškem — Geopark Papuk.
Glavna značilnost vzhodnega dela Hrvaške - Slavonije - so nižinske ravnice z velikimi obdelovalnimi površinami. Iz tiste ravnice, ki je bila nekoč dno Panonskega morja, se dvigajo hribi skoraj tisoč metrov nad morsko gladino. Eden od teh hribov je Papuk - najlepši hrib v Slavoniji.
Geomorfološke, podnebne in vegetacijske značilnosti Naravnega parka Papuk zagotavljajo odlične naravne habitate številnim rastlinskim in živalskim vrstam. Gozdna vegetacija pokriva več kot 96 % površine. Prevladujoča drevesna vrsta je bukev. Tu živijo skoraj vsi predstavniki srednjeevropske favne, pred 200 leti pa so to območje poseljevali tudi medvedi, volkovi in risi. Danes so strnjeni gozdovi Papuka življenjski prostor in zatočišče za jelene, srne, divje prašiče, lisice in kune... Papuk zagotavlja tudi odlična bivališča številnim vrstam ptic in je mednarodno pomembno območje za ptice. Ponor Uviraljka je pomembno prezimovališče netopirjev. Na Papuku raste skoraj 1300 vrst rastlin (več kot četrtina celotne hrvaške flore). Na traviščih in drugih negozdnih površinah rastejo najbolj ogrožene in zavarovane vrste rastlin.

## Splošni podatki
- Obseg: Območje hriba Papuk in del Krndije
- Površina: 336 km²
- Najvišji vrhovi: Papuk 953 m, Ivačka glava 913 m
- Akti in letne razglasitve: Zakon o razglasitvi naravnega parka Papuk (N.N. 45/99), 1999.
- Županiji:Požeško-slavonska županija in Virovitiško-podravska županija
- Mesta: Orahovica, Kutjevo
- Občine: Velika, Orahovica, Kutjevo, Kaptol, Brestovac, Čačinci in Voćin

## Posebej zavarovana območja
Znotraj naravnega parka Papuk so številna območja, ki imajo višjo stopnjo zaščite kot drugi deli parka. Status posebej zavarovanih območij so dobila zaradi svojih nenavadnih lastnosti, ki jih kažejo kot edinstvene v območju, regiji, državi ali celo širše.
- Jankovac - zaradi svoje izjemne naravne lepote je bil Jankovac leta 1955 razglašen za zavarovan gozdni park. Na Jankovcu je zgrajena »Grofova učna pot«, ki poteka skozi najlepše predele Parka Šume.
- Rupnica - v bližini kraja Voćin na severozahodnem delu parka je edinstven geološki spomenik narave Rupnica. Rupnica je bila leta 1948 razglašena za prvi geološki naravni spomenik na Hrvaškem
- Sekulinačka planina - okoli 150 let star bukov in jelov gozd je bil zavarovan leta 1966 kot poseben rezervat gozdne vegetacije na površini 8 ha.
- Stari hrasti - so bili leta 2005 zavarovani kot naravni spomenik. Drevesa so visoka okoli 33 m, stara pa so okoli 420 in 500 let.
- Rastišče tise - Rje bilo leta 2005 zavarovano kot naravni spomenik na površini 0,72 ha. Papuk je bil v preteklosti bogat s tisovim gozdom, kar potrjujejo številni toponimi (Tisovac, Tisica, Tisov potok).
- Pliš-Mališćak-Turjak-Lapjak - Posebni floristični rezervat poimenovan po štirih sosednjih gričih, na katerih je.

## Kulturna in zgodovinska dediščina
Na ozemlju naravnega parka Papuk je veliko število arheoloških najdišč in spomenikov kulturne in zgodovinske dediščine, ki kažejo na kontinuiteto poselitve tega območja od časa mlajše kamene dobe (neolitika). Naravno bogastvo osnovnih surovin, kot so voda, les in kamen, je zagotavljalo ugodne življenjske pogoje, hribovito območje pa zavetje in hrano. Arheološki ostanki iz starejše železne dobe (750 – 300 pr. n. št.), zbrani na svetovno znanem najdišču pri Kaptolu, so zagotovo najpomembnejši elementi arheološke dediščine v Naravnem parku Papuk. Veliko srednjeveških utrdb, večina jih je iz 13. stoletja, priča o pomenu območja, še posebej v času naraščajoče turške nevarnosti. Ta »stara mesta«, ki jih je na Papuku kar sedem, so poleg zgodovinskih spomenikov neločljiva sestavina pokrajine. Nedaleč od Orahovice je najlepše in najbolje ohranjeno staro mestno jedro - Ružica, dragocen primer gotske in renesančne umetnosti v tem delu Hrvaške.

## Turizem
Številne pohodniške poti omogočajo sprehod po slikoviti naravi, ki je v vsakem letnem času privlačna in drugačna. Poleti se lahko izletniki osvežijo v bazenih s termalno vodo na Velikem in Orahoviškem jezeru, priljubljenih izletniških točkah Slavoncev. Čeprav na Papuku ni urejenih smučišč, lahko ljubitelji snežnih in zimskih športov uživajo v smučanju, sankanju ali samo sprehodu. Plezališče Sokoline z urejenimi smermi omogoča športno plezanje, skala pa je idealna za trening in pridobivanje osnovnih plezalnih veščin. Na območju Papuka je 104 kilometre označenih kolesarskih poti. V naravnem parku pri Veliki je učna pot Lapjak, kjer s pomočjo učnih tabel pridobite osnovna znanja o posebnostih Papuka. Na vrhu Pliš, kjer je vzletišče za jadralno padalstvo. Druga učna pot je na območju Jankovca, kjer je tudi planinski dom, ki ponuja prenočišče in okrepčilo obiskovalcem. Javni zavod Naravni park Papuk organiziranim skupinam nudi strokovno vodenje za spoznavanje naravne in kulturno-zgodovinske dediščine Papuka, za šoloobvezne otroke pa več programov šol v naravi.